# Liga de Naciones de Voleibol Femenino de 2024
La Liga de Naciones de Voleibol Femenino de 2024 fue la sexta edición del torneo anual más importante de selecciones nacionales de voleibol femenino. El evento es organizado por la Federación Internacional de Voleibol (FIVB) entre el 14 de mayo y el 23 de junio de 2024 y contará con 16 equipos. El evento tendrá lugar  del 14 de mayo al 23 de junio, y la ronda final se disputará en Bangkok, Tailandia.

## Equipos participantes
16 equipos calificaron para la competencia. 11 de ellos calificaron como equipos principales que no descienden. Otros 5 equipos fueron seleccionados como equipos invitados que podrían ser relegados del torneo. 
Francia reemplazó a Croacia tras ganar la Copa Challenger 2023.
En un cambio de formato para la próxima edición, ninguno de los equipos actuales descenderá y a partir del año 2025 la competición estará formada por 18 equipos. Los dos lugares adicionales serán del equipo que gane la Copa Challenger 2024 y el equipo mejor clasificado de la FIVB que no esté en el evento de este año. Además el estatus de equipo principal e invitado desaparecerá y el último equipo en la clasificación final de la competencia descenderá, para ser reemplazado por el equipo mejor clasificado del mundo para la siguiente VNL.
|                     | AVC                                 | CEV                                         | NORCECA                     | CSV    |
| ------------------- | ----------------------------------- | ------------------------------------------- | --------------------------- | ------ |
| Equipos principales | China Corea del Sur Japón Tailandia | Alemania Italia Países Bajos Serbia Turquía | Estados Unidos              | Brasil |
| Equipos desafiantes |                                     | Bulgaria Francia Polonia                    | Canadá República Dominicana |        |

## Sistema de competición

### Ronda Preliminar
Los 16 equipos se dividieron en seis bombos de 8 equipos. Cada semana, los equipos jugarán 4 partidos contra rivales de sus bombos para un total de 12 partidos. Ocho equipos de la tabla general clasificarán a la ronda final, siendo uno de ellos el anfitrión de la fase final Tailandia.

### Ronda final
Los siete mejores clasificados de la tabla general junto a Tailandia, se enfrentarán en una serie de llaves a partir de cuartos de final. Para asignar los enfrentamientos, el primero de la tabla jugará contra el octavo, el 2.º contra el 7.º, el 3.º contra el 6.º y el 4.º contra el 5.º.
En caso de que Tailandia clasifique entre los 8 primeros de la tabla, se le asignará la 1.º cabeza de serie. De lo contrario, se le asignará la 8.º.
Los equipos que perdieron en cuartos de final serán ordenados basándose en su puntuación incluyendo los resultados de la ronda preliminar. Aquellos que pierdan en semifinales jugarán un partido para determinar el tercer y cuarto puesto.

## Ronda preliminar

### Bombos
| Semana 1                                                            | Semana 1                                                                               | Semana 2                                                                      | Semana 2                                                                     | Semana 3                                                                      | Semana 3                                                                     |
| Grupo 1 Antalya                                                     | Grupo 2 Río de Janeiro                                                                 | Grupo 3 Macao                                                                 | Grupo 4 Arlington                                                            | Grupo 5 Hong Kong                                                             | Grupo 6 Fukuoka                                                              |
| ------------------------------------------------------------------- | -------------------------------------------------------------------------------------- | ----------------------------------------------------------------------------- | ---------------------------------------------------------------------------- | ----------------------------------------------------------------------------- | ---------------------------------------------------------------------------- |
| Turquía Italia Polonia Japón Alemania Países Bajos Bulgaria Francia | Brasil Estados Unidos Serbia China Canadá República Dominicana Tailandia Corea del Sur | China Italia Brasil Japón República Dominicana Países Bajos Tailandia Francia | Estados Unidos Turquía Polonia Serbia Alemania Canadá Bulgaria Corea del Sur | China Turquía Brasil Polonia República Dominicana Alemania Tailandia Bulgaria | Japón Estados Unidos Italia Serbia Países Bajos Canadá Francia Corea del Sur |

### Posiciones
| Posición | Equipo               | Partidos | Partidos | Partidos | Pts | Sets | Sets | Sets  | Puntos | Puntos | Puntos |
| Posición | Equipo               | PJ       | PG       | PP       | Pts | SG   | SP   | Ratio | PG     | PP     | Ratio  |
| -------- | -------------------- | -------- | -------- | -------- | --- | ---- | ---- | ----- | ------ | ------ | ------ |
| 1.º      | Brasil               | 12       | 12       | 0        | 34  | 36   | 9    | 4.000 | 1075   | 873    | 1.231  |
| 2.º      | Italia               | 12       | 10       | 2        | 31  | 32   | 10   | 3.200 | 1010   | 812    | 1.243  |
| 3.º      | Polonia              | 12       | 10       | 2        | 30  | 31   | 8    | 3.875 | 942    | 838    | 1.124  |
| 4.º      | China                | 12       | 9        | 3        | 26  | 29   | 14   | 2.071 | 1000   | 886    | 1.128  |
| 5.º      | Japón                | 12       | 8        | 4        | 25  | 28   | 16   | 1.750 | 1011   | 909    | 1.112  |
| 6.º      | Turquía              | 12       | 8        | 4        | 25  | 29   | 18   | 1.611 | 1060   | 977    | 1.084  |
| 7.º      | Estados Unidos       | 12       | 7        | 5        | 22  | 27   | 17   | 1.588 | 1018   | 944    | 1.078  |
| 8.º      | Países Bajos         | 12       | 7        | 5        | 21  | 24   | 18   | 1.133 | 965    | 903    | 1.068  |
| 9.º      | Canadá               | 12       | 7        | 5        | 20  | 24   | 19   | 1.263 | 975    | 945    | 1.031  |
| 10.º     | República Dominicana | 12       | 3        | 9        | 10  | 15   | 29   | 0.517 | 956    | 1029   | 0.929  |
| 11.º     | Serbia               | 12       | 3        | 9        | 9   | 16   | 29   | 0.551 | 968    | 1058   | 0.914  |
| 12.º     | Alemania             | 12       | 3        | 9        | 9   | 14   | 28   | 0.500 | 907    | 974    | 0.931  |
| 13.º     | Tailandia            | 12       | 3        | 9        | 7   | 12   | 32   | 0.375 | 878    | 1031   | 0.851  |
| 14.º     | Francia              | 12       | 2        | 10       | 8   | 10   | 32   | 0.312 | 827    | 993    | 0.832  |
| 15.º     | Corea del Sur        | 12       | 2        | 10       | 6   | 8    | 33   | 0.242 | 751    | 970    | 0.774  |
| 16.º     | Bulgaria             | 12       | 2        | 10       | 5   | 11   | 34   | 0.323 | 863    | 1064   | 0.811  |

     Clasificados a la ronda final      Clasificado como anfitrión 

Actualizado al 16-06-2024. Fuente: VNL

### Resultados

#### Semana 1
- Del 14 al 19 de mayo

Grupo 1
- Sede:  Antalya Sports Hall
- Todos los horarios corresponden a la hora de Antalya, Turquía ( UTC+03:00 )

| Fecha  | Hora  | Equipo 1     | Sets  | Equipo 2     | Set 1 | Set 2 | Set 3 | Set 4 | Set 5 | Total   |
| ------ | ----- | ------------ | ----- | ------------ | ----- | ----- | ----- | ----- | ----- | ------- |
| 14 May | 17:00 | Bulgaria     | 0 : 3 | Países Bajos | 14-25 | 20-25 | 22-25 | -     | -     | 56-75   |
| 14 May | 20:00 | Italia       | 0 : 3 | Polonia      | 26-28 | 23-25 | 21-25 | -     | -     | 70-78   |
| 15 May | 17:00 | Francia      | 0 : 3 | Alemania     | 22-25 | 14-25 | 22-25 | -     | -     | 58-75   |
| 15 May | 20:00 | Japón        | 3 : 2 | Turquía      | 25-23 | 25-21 | 23-25 | 20-25 | 15-11 | 108-105 |
| 16 May | 14:00 | Alemania     | 1 : 3 | Italia       | 16-25 | 16-25 | 25-21 | 22-25 | -     | 79-96   |
| 16 May | 17:00 | Bulgaria     | 0 : 3 | Japón        | 13-25 | 15-25 | 15-25 | -     | -     | 43-75   |
| 16 May | 20:00 | Países Bajos | 1 : 3 | Turquía      | 14-25 | 25-23 | 23-25 | 18-25 | -     | 80-98   |
| 17 May | 14:00 | Japón        | 3 : 0 | Alemania     | 25-21 | 25-15 | 25-22 | -     | -     | 75-58   |
| 17 May | 17:00 | Francia      | 0 : 3 | Polonia      | 20-25 | 16-25 | 17-25 | -     | -     | 53-75   |
| 17 May | 20:00 | Italia       | 3 : 0 | Bulgaria     | 25-11 | 25-22 | 25-19 | -     | -     | 75-42   |
| 18 May | 14:00 | Polonia      | 3 : 0 | Países Bajos | 25-20 | 26-24 | 25-18 | -     | -     | 76-62   |
| 18 May | 17:00 | Francia      | 3 : 1 | Bulgaria     | 19-25 | 25-21 | 25-11 | 29-27 | -     | 98-84   |
| 18 May | 20:00 | Italia       | 3 : 1 | Turquía      | 25-27 | 25-21 | 25-21 | 25-19 | -     | 100-88  |
| 19 May | 14:00 | Alemania     | 1 : 3 | Países Bajos | 21-25 | 25-21 | 23-25 | 20-25 | -     | 89-96   |
| 19 May | 17:00 | Polonia      | 3 : 0 | Japón        | 26-24 | 25-20 | 25-23 | -     | -     | 76-67   |
| 19 May | 20:00 | Francia      | 0 : 3 | Turquía      | 19-25 | 16-25 | 19-25 | -     | -     | 54-75   |

Grupo 2
- Sede:  Maracanãzinho
- Todos los horarios corresponden a la hora de Río de Janeiro, Brasil ( UTC-03:00 )

| Fecha  | Hora  | Equipo 1             | Sets  | Equipo 2             | Set 1 | Set 2  | Set 3 | Set 4 | Set 5 | Total  |
| ------ | ----- | -------------------- | ----- | -------------------- | ----- | ------ | ----- | ----- | ----- | ------ |
| 14 May | 17:30 | China                | 3 : 0 | Corea del Sur        | 25-15 | 25-16  | 25-14 | -     | -     | 75-45  |
| 14 May | 21:00 | Brasil               | 3 : 1 | Canadá               | 26-24 | 23-25  | 26-24 | 25-12 | -     | 100-85 |
| 15 May | 17:30 | Estados Unidos       | 3 : 1 | Tailandia            | 25-22 | 19-25  | 25-12 | 25-18 | -     | 94-77  |
| 15 May | 21:00 | Serbia               | 1 : 3 | República Dominicana | 18-25 | 17-25  | 25-21 | 20-25 | -     | 80-96  |
| 16 May | 14:00 | Brasil               | 3 : 0 | Corea del Sur        | 25-15 | 25-19  | 25-17 | -     | -     | 75-51  |
| 16 May | 17:30 | China                | 3 : 1 | Estados Unidos       | 23-25 | 25-23  | 25-22 | 25-19 | -     | 98-89  |
| 16 May | 21:00 | República Dominicana | 0 : 3 | Canadá               | 20-25 | 21-25  | 22-25 | -     | -     | 63-75  |
| 17 May | 14:00 | Serbia               | 3 : 0 | Tailandia            | 25-13 | 29-27  | 25-19 | -     | -     | 79-59  |
| 17 May | 17:30 | China                | 1 : 3 | Canadá               | 22-25 | 25-20  | 23-25 | 22-25 | -     | 92-95  |
| 17 May | 21:00 | Brasil               | 3 : 1 | Estados Unidos       | 25-22 | 25-16  | 18-25 | 25-19 | -     | 93-82  |
| 18 May | 14:00 | Serbia               | 1 : 3 | China                | 25-21 | 15 -25 | 18-25 | 18-25 | -     | 76-96  |
| 18 May | 17:30 | Corea del Sur        | 0 : 3 | República Dominicana | 13-25 | 19-25  | 20-25 | -     | -     | 52-75  |
| 18 May | 21:00 | Tailandia            | 1 : 3 | Canadá               | 21-25 | 13-25  | 25-20 | 17-25 | -     | 76-95  |
| 19 May | 10:00 | Brasil               | 3 : 0 | Serbia               | 25-15 | 25-19  | 25-19 | -     | -     | 75-53  |
| 19 May | 14:00 | Estados Unidos       | 3 : 0 | República Dominicana | 25-23 | 25-20  | 25-18 | -     | -     | 75-61  |
| 19 May | 17:30 | Tailandia            | 1 : 3 | Corea del Sur        | 19-25 | 25-23  | 16-25 | 18-25 | -     | 78-98  |

#### Semana 2
- Del 28 de mayo al 2 de junio

Grupo 3
- Sede:  Galaxy Arena
- Todos los horarios corresponden a la hora de Macao, China ( UTC+08:00 )

| Fecha  | Hora  | Equipo 1             | Sets  | Equipo 2             | Set 1 | Set 2 | Set 3 | Set 4 | Set 5 | Total   |
| ------ | ----- | -------------------- | ----- | -------------------- | ----- | ----- | ----- | ----- | ----- | ------- |
| 28 May | 14:00 | Tailandia            | 3 : 1 | República Dominicana | 25-22 | 20-25 | 25-17 | 26-24 | -     | 96-88   |
| 28 May | 17:30 | Brasil               | 3 : 2 | Japón                | 24-26 | 26-24 | 19-25 | 25-20 | 15-11 | 109-106 |
| 29 May | 14:00 | Italia               | 3 : 0 | Francia              | 25-15 | 25-14 | 25-14 | -     | -     | 75-43   |
| 29 May | 17:30 | Países Bajos         | 1 : 3 | China                | 25-21 | 23-25 | 23-25 | 21-25 | -     | 92-96   |
| 30 May | 12:30 | República Dominicana | 0 : 3 | Italia               | 12-25 | 19-25 | 21-25 | -     | -     | 52-75   |
| 30 May | 14:00 | Francia              | 0 : 3 | Japón                | 14-25 | 18-25 | 15-25 | -     | -     | 47-75   |
| 30 May | 17:30 | Brasil               | 3 : 1 | Países Bajos         | 25-17 | 20-25 | 25-20 | 25-18 | -     | 95-80   |
| 31 May | 12:30 | Francia              | 2 : 3 | Tailandia            | 23-25 | 21-25 | 25-23 | 25-20 | 7-15  | 101-108 |
| 31 May | 14:00 | Países Bajos         | 3 : 1 | República Dominicana | 25-17 | 23-25 | 25-21 | 25-17 | -     | 98-80   |
| 31 May | 17:30 | Japón                | 3 : 1 | China                | 25-22 | 19-25 | 25-18 | 25-17 | -     | 94-82   |
| 1 Jun  | 12:30 | Brasil               | 3 : 2 | Italia               | 26-24 | 25-27 | 18-25 | 25-19 | 15-10 | 109-105 |
| 1 Jun  | 14:00 | República Dominicana | 1 : 3 | Japón                | 20-25 | 25-23 | 24-26 | 23-25 | -     | 92-99   |
| 1 Jun  | 17:30 | Tailandia            | 0 : 3 | China                | 23-25 | 17-25 | 18-25 | -     | -     | 58-75   |
| 2 Jun  | 12:30 | Francia              | 0 : 3 | Países Bajos         | 17-25 | 10-25 | 21-25 | -     | -     | 48-75   |
| 2 Jun  | 14:00 | Brasil               | 3 : 0 | Tailandia            | 25-22 | 25-14 | 25-17 | -     | -     | 75-53   |
| 2 Jun  | 17:30 | Italia               | 3 : 0 | China                | 25-23 | 25-19 | 25-16 | -     | -     | 75-58   |

Grupo 4
- Sede:  College Park Center
- Todos los horarios corresponden a la hora de Arlington, Estados Unidos ( UTC-05:00 )

| Fecha  | Hora  | Equipo 1       | Sets  | Equipo 2       | Set 1 | Set 2 | Set 3 | Set 4 | Set 5 | Total   |
| ------ | ----- | -------------- | ----- | -------------- | ----- | ----- | ----- | ----- | ----- | ------- |
| 28 May | 16:00 | Polonia        | 3 : 1 | Serbia         | 25-16 | 23-25 | 25-18 | 25-22 | -     | 98-81   |
| 28 May | 19:30 | Canadá         | 1 : 3 | Estados Unidos | 22-25 | 17-25 | 25-23 | 20-25 | -     | 84-98   |
| 29 May | 11:00 | Corea del Sur  | 2 : 3 | Bulgaria       | 23-25 | 25-20 | 26-24 | 21-25 | 13-15 | 108-109 |
| 29 May | 14:30 | Alemania       | 1 : 3 | Turquía        | 25-20 | 20-25 | 9-25  | 24-26 | -     | 78-96   |
| 30 May | 12:30 | Corea del Sur  | 0 : 3 | Polonia        | 20-25 | 20-25 | 10-25 | -     | -     | 50-75   |
| 30 May | 16:00 | Canadá         | 3 : 0 | Alemania       | 25-20 | 25-15 | 25-22 | -     | -     | 75-57   |
| 30 May | 19:30 | Serbia         | 1 : 3 | Turquía        | 18-25 | 31-33 | 25-21 | 21-25 | -     | 95-104  |
| 31 May | 13:00 | Alemania       | 0 : 3 | Polonia        | 23-25 | 20-25 | 21-25 | -     | -     | 64-75   |
| 31 May | 16:30 | Serbia         | 3 : 1 | Canadá         | 25-22 | 21-25 | 26-24 | 25-20 | -     | 97-91   |
| 31 May | 20:00 | Bulgaria       | 0 : 3 | Estados Unidos | 17-25 | 22-25 | 22-25 | -     | -     | 61-75   |
| 1 Jun  | 13:00 | Corea del Sur  | 0 : 3 | Turquía        | 20-25 | 15-25 | 20-25 | -     | -     | 55-75   |
| 1 Jun  | 16:30 | Polonia        | 3 : 1 | Estados Unidos | 29-27 | 25-22 | 20-25 | 25-23 | -     | 99-97   |
| 1 Jun  | 20:00 | Serbia         | 3 : 1 | Bulgaria       | 18-25 | 25-21 | 25-17 | 25-16 | -     | 93-79   |
| 2 Jun  | 11:30 | Corea del Sur  | 0 : 3 | Canadá         | 15-25 | 12-25 | 18-25 | -     | -     | 45-75   |
| 2 Jun  | 15:00 | Estados Unidos | 2 : 3 | Turquía        | 25-21 | 20-25 | 21-25 | 25-12 | 12-15 | 103-98  |
| 2 Jun  | 18:30 | Bulgaria       | 1 : 3 | Alemania       | 19-25 | 25-21 | 21-25 | 11-25 | -     | 76-96   |

#### Semana 3
- Del 11 al 16 de junio

Grupo 5
- Sede:  Hong Kong Coliseum
- Todos los horarios corresponden a la hora de Hong Kong, China ( UTC+08:00 )

| Fecha  | Hora  | Equipo 1             | Sets  | Equipo 2             | Set 1 | Set 2 | Set 3 | Set 4 | Set 5 | Total   |
| ------ | ----- | -------------------- | ----- | -------------------- | ----- | ----- | ----- | ----- | ----- | ------- |
| 11 Jun | 17:00 | Alemania             | 1 : 3 | República Dominicana | 24-26 | 25-21 | 21-25 | 21-25 | -     | 91-97   |
| 11 Jun | 20:30 | Bulgaria             | 0 : 3 | China                | 15-25 | 12-25 | 17-25 | -     | -     | 44-75   |
| 12 Jun | 17:00 | Turquía              | 3 : 0 | Tailandia            | 25-17 | 25-17 | 25-17 | -     | -     | 75-51   |
| 12 Jun | 20:30 | Brasil               | 3 : 1 | Polonia              | 22-25 | 25-17 | 25-17 | 25-16 | -     | 97-75   |
| 13 Jun | 13:30 | Bulgaria             | 2 : 3 | Tailandia            | 23-25 | 25-22 | 18-25 | 25-22 | 10-15 | 101-109 |
| 13 Jun | 17:00 | Alemania             | 1 : 3 | Brasil               | 20-25 | 22-25 | 25-21 | 24-26 | -     | 91-97   |
| 13 Jun | 20:30 | República Dominicana | 1 : 3 | Turquía              | 25-17 | 15-25 | 17-25 | 18-25 | -     | 75-92   |
| 14 Jun | 13:30 | Bulgaria             | 0 : 3 | Brasil               | 11-25 | 11-25 | 23-25 | -     | -     | 45-75   |
| 14 Jun | 17:00 | República Dominicana | 0 : 3 | Polonia              | 31-33 | 20-25 | 16-25 | -     | -     | 67-83   |
| 14 Jun | 20:30 | China                | 3 : 0 | Alemania             | 25-19 | 25-17 | 25-18 | -     | -     | 75-54   |
| 15 Jun | 13:30 | República Dominicana | 2 : 3 | Bulgaria             | 26-24 | 23-25 | 22-25 | 26-24 | 13-15 | 110-113 |
| 15 Jun | 17:00 | Polonia              | 3 : 0 | Tailandia            | 25-15 | 25-23 | 25-17 | -     | -     | 75-55   |
| 15 Jun | 20:30 | China                | 3 : 2 | Turquía              | 21-25 | 17-25 | 25-21 | 25-23 | 15-13 | 103-107 |
| 16 Jun | 13:30 | Alemania             | 3 : 0 | Tailandia            | 25-17 | 25-21 | 25-20 | -     | -     | 75-58   |
| 16 Jun | 17:00 | Turquía              | 0 : 3 | Brasil               | 14-25 | 14-25 | 19-25 | -     | -     | 47-75   |
| 16 Jun | 20:30 | China                | 3 : 0 | Polonia              | 25-23 | 25-15 | 25-19 | -     | -     | 75-57   |

Grupo 6
- Sede:  West Japan General Exhibition Center
- Todos los horarios corresponden a la hora de Fukuoka, Japón ( UTC+09:00 )

| Fecha  | Hora  | Equipo 1       | Sets  | Equipo 2       | Set 1 | Set 2 | Set 3 | Set 4 | Set 5 | Total   |
| ------ | ----- | -------------- | ----- | -------------- | ----- | ----- | ----- | ----- | ----- | ------- |
| 11 Jun | 15:30 | Estados Unidos | 3 : 0 | Francia        | 25-15 | 26-24 | 25-20 | -     | -     | 76-59   |
| 11 Jun | 17:20 | Italia         | 3 : 0 | Canadá         | 25-16 | 25-15 | 25-14 | -     | -     | 75-45   |
| 12 Jun | 15:30 | Países Bajos   | 3 : 1 | Serbia         | 25-20 | 25-21 | 18-25 | 25-12 | -     | 93-78   |
| 12 Jun | 17:20 | Corea del Sur  | 0 : 3 | Japón          | 16-25 | 16-25 | 23-25 | -     | -     | 55-75   |
| 13 Jun | 12:00 | Países Bajos   | 0 : 3 | Estados Unidos | 21-25 | 20-25 | 22-25 | -     | -     | 63-75   |
| 13 Jun | 15:30 | Francia        | 2 : 3 | Corea del Sur  | 23-25 | 25-21 | 25-17 | 22-25 | 13-15 | 108-103 |
| 13 Jun | 19:20 | Japón          | 2 : 3 | Canadá         | 25-23 | 25-22 | 20-25 | 21-25 | 14-16 | 105-111 |
| 14 Jun | 12:00 | Serbia         | 1 : 3 | Francia        | 22-25 | 25-22 | 23-25 | 21-25 | -     | 91-97   |
| 14 Jun | 15:30 | Canadá         | 0 : 3 | Países Bajos   | 24-26 | 16-25 | 23-25 | -     | -     | 63-76   |
| 14 Jun | 19:30 | Italia         | 3 : 0 | Corea del Sur  | 25-16 | 25-11 | 25-13 | -     | -     | 75-40   |
| 15 Jun | 12:00 | Canadá         | 3 : 0 | Francia        | 25-14 | 25-18 | 31-29 | -     | -     | 81-61   |
| 15 Jun | 15:30 | Italia         | 3 : 1 | Estados Unidos | 25-17 | 19-25 | 25-15 | 25-21 | -     | 94-78   |
| 15 Jun | 19:20 | Japón          | 3 : 0 | Serbia         | 25-22 | 25-18 | 25-15 | -     | -     | 75-55   |
| 16 Jun | 11:30 | Países Bajos   | 3 : 0 | Corea del Sur  | 25-21 | 25-11 | 25-17 | -     | -     | 75-49   |
| 16 Jun | 15:00 | Serbia         | 1 : 3 | Italia         | 20-25 | 25-20 | 23-25 | 22-25 | -     | 90-95   |
| 16 Jun | 18:45 | Japón          | 0 : 3 | Estados Unidos | 15-25 | 18-25 | 24-26 | -     | -     | 57-76   |

## Ronda final
- Del 20 al 23 de junio

- Sede:  Indoor Stadium Huamark
- Todos los horarios corresponden a la hora de Bangkok, Tailandia ( UTC+07:00 ).

|  | Cuartos de final | Cuartos de final | Cuartos de final |         |   | Semifinales | Semifinales | Semifinales |   |               | Final         | Final         | Final       |  |
|  | 20 y 21 de junio | 20 y 21 de junio | 20 y 21 de junio |         |   | 22 de junio | 22 de junio | 22 de junio |   |               | 23 de junio   | 23 de junio   | 23 de junio |  |
|  |                  |                  |                  |         |   |             |             |             |   |               |               |               |             |  |
|  |                  |                  |                  |         |   |             |             |             |   |               |               |               |             |  |
|  | 1                | Brasil           | 3                |         |   |             |             |             |   |               |               |               |             |  |
|  | 1                | Brasil           | 3                |         |   |             |             |             |   |               |               |               |             |  |
|  | 8                | Tailandia        | 0                |         |   |             |             |             |   |               |               |               |             |  |
|  | 8                | Tailandia        | 0                |         | 1 | Brasil      | 2           |             |   |               |               |               |             |  |
|  | 20 de junio      |                  |                  |         | 1 | Brasil      | 2           |             |   |               |               |               |             |  |
|  |                  |                  | 5                | Japón   | 3 |             |             |             |   |               |               |               |             |  |
|  | 4                | China            | 5                | Japón   | 3 | 0           |             |             |   |               |               |               |             |  |
|  | 4                | China            |                  |         |   |             |             |             |   |               |               |               |             |  |
|  | 5                | Japón            | 3                |         |   |             |             |             |   |               |               |               |             |  |
|  | 5                | Japón            | 3                |         |   |             |             |             |   | 5             | Japón         | 1             |             |  |
|  |                  |                  |                  |         |   |             |             |             |   | 5             | Japón         | 1             |             |  |
|  |                  |                  | 2                | Italia  | 3 |             |             |             |   |               |               |               |             |  |
|  | 2                | Italia           | 2                | Italia  | 3 | 3           |             |             |   |               |               |               |             |  |
|  | 2                | Italia           |                  |         |   |             |             |             |   |               |               |               |             |  |
|  | 7                | Estados Unidos   | 0                |         |   |             |             |             |   |               |               |               |             |  |
|  | 7                | Estados Unidos   | 0                |         | 2 | Italia      | 3           |             |   | Tercer puesto | Tercer puesto | Tercer puesto |             |  |
|  | 21 de junio      |                  |                  |         | 2 | Italia      | 3           |             |   | Tercer puesto | Tercer puesto | Tercer puesto |             |  |
|  |                  |                  | 3                | Polonia | 0 |             |             |             |   |               |               |               |             |  |
|  | 3                | Polonia          | 3                | Polonia | 0 | 3           |             |             | 1 | Brasil        | 2             |               |             |  |
|  | 3                | Polonia          |                  |         |   |             |             |             | 1 | Brasil        | 2             |               |             |  |
|  | 6                | Turquía          | 2                |         |   |             |             |             |   |               | 3             | Polonia       | 3           |  |
|  | 6                | Turquía          | 2                |         |   |             |             |             |   |               | 3             | Polonia       | 3           |  |
|  |                  |                  |                  |         |   |             |             |             |   |               |               |               |             |  |

### Cuartos de final
| Fecha       | Hora  | Equipo 1  | Sets  | Equipo 2       | Set 1 | Set 2 | Set 3 | Set 4 | Set 5 | Total   |
| ----------- | ----- | --------- | ----- | -------------- | ----- | ----- | ----- | ----- | ----- | ------- |
| 20 de junio | 17:00 | China     | 0 : 3 | Japón          | 21-25 | 21-25 | 22-25 | -     | -     | 64-75   |
| 20 de junio | 20:30 | Tailandia | 0 : 3 | Brasil         | 21-25 | 20-25 | 23-25 | -     | -     | 64-75   |
| 21 de junio | 17:00 | Italia    | 3 : 0 | Estados Unidos | 25-21 | 25-21 | 25-23 | -     | -     | 75-65   |
| 21 de junio | 20:30 | Polonia   | 3 : 2 | Turquía        | 20-25 | 25-22 | 25-20 | 19-25 | 15-11 | 104-103 |

### Semifinales
| Fecha       | Hora  | Equipo 1 | Sets  | Equipo 2 | Set 1 | Set 2 | Set 3 | Set 4 | Set 5 | Total   |
| ----------- | ----- | -------- | ----- | -------- | ----- | ----- | ----- | ----- | ----- | ------- |
| 22 de junio | 17:00 | Italia   | 3 : 0 | Polonia  | 25-18 | 25-17 | 25-12 | -     | -     | 75-47   |
| 22 de junio | 20:30 | Brasil   | 2 : 3 | Japón    | 24-26 | 25-20 | 21-25 | 25-22 | 12-15 | 107-108 |

### Tercer lugar
| Fecha       | Hora  | Equipo 1 | Sets  | Equipo 2 | Set 1 | Set 2 | Set 3 | Set 4 | Set 5 | Total   |
| ----------- | ----- | -------- | ----- | -------- | ----- | ----- | ----- | ----- | ----- | ------- |
| 23 de junio | 17:00 | Brasil   | 2 : 3 | Polonia  | 21-25 | 28-26 | 21-25 | 25-19 | 9-15  | 104-110 |

### Final
| Fecha       | Hora  | Equipo 1 | Sets  | Equipo 2 | Set 1 | Set 2 | Set 3 | Set 4 | Set 5 | Total   |
| ----------- | ----- | -------- | ----- | -------- | ----- | ----- | ----- | ----- | ----- | ------- |
| 23 de junio | 20:30 | Japón    | 1 : 3 | Italia   | 17-25 | 17-25 | 25-21 | 20-25 | -     | 103-114 |

## Posiciones finales
| Pos.              | Equipo               |
| ----------------- | -------------------- |
| Medalla de oro    | Italia               |
| Medalla de plata  | Japón                |
| Medalla de bronce | Polonia              |
| 4                 | Brasil               |
| 5                 | China                |
| 6                 | Turquía              |
| 7                 | Estados Unidos       |
| 8                 | Tailandia            |
| 9                 | Países Bajos         |
| 10                | Canadá               |
| 11                | República Dominicana |
| 12                | Serbia               |
| 13                | Alemania             |
| 14                | Francia              |
| 15                | Corea del Sur        |
| 16                | Bulgaria             |

| \| \| \| \| \| Campeón Italia[5] 2.º título \| Plantel: 1 Marina Lubian, 2 Alice Degradi, 3 Carlotta Cambi, 5 Ilaria Spirito, 6 Monica De Gennaro, 8 Alessia Orro, 9 Caterina Chiara Bosetti, 11 Anna Danesi , 13 Sara Bonifacio, 17 Miriam Fatime Sylla, 18 Paola Ogechi Egonu, 19 Sarah Luisa Fahr, 24 Ekaterina Antropova, 27 Gaia Giovannini. Entrenador: Julio Velasco |
| |
| |
| Campeón Italia 2.º título |

|                           |
|                           |
| Campeón Italia 2.º título |

## Distinciones individuales
| Categoría                   | Ganadora                      |
| --------------------------- | ----------------------------- |
| Jugadora Más Valiosa (MVP)  | Paola Egonu                   |
| Mejor colocadora / armadora | Alessia Orro                  |
| Mejor atacante opuesta      | Paola Egonu                   |
| Mejor punta / receptora     | Sarina Koga Myriam Sylla      |
| Mejor central / medio       | Agnieszka Korneluk Sarah Fhar |
| Mejor líbero                | Manami Kojima                 |
| Mayor anotadora             | Melissa Vargas (293 pts)      |